# Орора (Јужна Дакота)
Орора (енгл. Aurora) град је у америчкој савезној држави Јужна Дакота.

## Демографија
По попису из 2010. године број становника је 532, што је 32 (6,4%) становника више него 2000. године.
| Група             | 2000.       | 2010.       |
| Белци             | 490 (98,0%) | 503 (94,5%) |
| Афроамериканци    | 0 (0,0%)    | 0 (0,0%)    |
| Азијати           | 0 (0,0%)    | 1 (0,2%)    |
| Хиспаноамериканци | 0 (0,0%)    | 5 (0,9%)    |
| Укупно            | 500         | 532         |